# Liste de postes de traite de fourrures en Amérique du Nord
Liste de postes de traite de fourrures en Amérique du Nord, établis à partir du début du XIXe siècle.

## Canada

### Alberta
- Fort Assiniboine
- Beaver Lake Cree Nation
- Buckingham House
- Fort Chipewyan
- Fort Edmonton
- Fort de l'Isle
- Jasper House
- Fort McMurray
- Rocky Mountain House
- Fort Vermilion
- Fort Victoria

### Colombie-Britannique
- Alexandria
- Barkerville
- Fort Babine
- Fort Berens
- Fort Chilcotin
- Fort Connelly
- Fort Fraser
- Fort Halkett
- Henry's House
- Fort Kluskus
- Kootanae House
- Fort-Langley
- Lower Post
- Fort McDame
- Fort McLoughlin
- Fort Nelson
- Fort Resolution
- Fort St. James
- Fort St. John
- Fort Simpson
- Trout Lake Fort
- Fort Victoria
- Fort Ware
- Fort Yale

### Manitoba
- Fort Alexander
- Fort Bourbon (Nouvelle-France)
- Brandon House
- Brunswick House First Nation
- Fort Dauphin
- Fort Douglas
- Fort Ellice
- Fort Garry
- Lower Fort Garry
- Fort Gibraltar
- Fort La Reine
- Fort Maurepas
- Fort Paskoya
- Prince of Wales Fort
- Fort Rouge
- York Factory

#### Winnipeg
- Fort Garry
- Fort Gibraltar

### Nouvelle-Écosse
- Forteresse de Louisbourg

### Nunavut
- Amadjuak
- Baker Lake
- Bathurst Inlet
- Port Burwell
- Gjoa Haven
- Killiniq
- Padlei
- Fort Ross

### Ontario
- Lac Abitibi
- Fort Albany
- Gare d'Allan Water Bridge
- Asp House
- Asubpeeschoseewagong First Nation
- Attawapiskat
- Henley House
- Flying Post
- Fort Frances
- Frederick House Post
- Fort Frontenac
- Fort Caministigoyan
- Fort Lac la Pluie
- Fort Matachewan
- Moose Factory
- Fort Saint-Pierre
- Fort Severn 89
- Fort William

#### Ottawa
- Fort D. Smith

### Québec
- Vieux-Poste
- Fort-Coulonge
- Nabisipi Trading Post
- Fort Témiscamingue
- Rupert House
- Whapmagoostui
- Lac Chibougamau
- Ashuapmushuan
- lac Rush
- Baie-du-Poste
- Waswanipi
- Nemiscau
- Nichicun
- Fort McKenzie
- Fort Chimo
- Tadoussac
- Chicoutimi
- Metabetchouan
- Musée de Lachine

### Saskatchewan
- Battleford
- Beauval
- Fort Carlton
- Fort de La Corne
- Fort Espérance
- Île-à-la-Crosse
- Fort Pelly
- Fort Pitt
- Fort Qu'Appelle

### Terre-Neuve et Labrador
- Eyelich Trading Post

### Territoires du Nord-Ouest
- Aklavik
- Baillie Island
- Fort Collinson
- Fort Franklin
- Fort Good Hope
- Fort Liard
- Fort MacKay
- Fort MacLeod
- Fort McPherson
- Fort Providence
- Old Fort Providence
- Fort Simpson
- Fort Smith

### Yukon
- Fort Selkirk
- Teslin Post

## États-Unis

### Alabama
- Dauphin Island

### Arkansas
- Little Rock
- Poste Arkansas

### Alaska
- Fort Stikine
- Fort Yukon

### Arizona
- Hubbell Trading Post

### Californie
- Fort Ross
- Yerba Buena

### Colorado
- Bent's Old Fort National Historic Site sur la piste de Santa Fe, près de l'actuelle La Junta (Colorado)
- Fort Uncompahgre, Alta California Territory
- Fort Vasquez

### Connecticut
- Fort Huys de Goede Hoop, Nouvelle-Néerlande

### Dakota du Nord
- Fort Berthold
- Fort Clark
- Grand Forks
- Fort Lisa, Territoire du Dakota
- Fort Union - located partially in Montana

### Dakota du Sud
- Hazen Mooers' Post
- Lac Traverse Post
- Lake Traverse Post
- Sieche Hollow Post
- Spencer Fur Post
- Vermillion Post

### Idaho
- Fort Boise
- Fort Hall, Oregon Country
- Kullyspell House

### Indiana
- Fort Vincennes

### Michigan
- Fort Buade
- Fort Pontchartrain du Détroit
- Fort Mackinac
- Fort Michilimakinac
- Fort St. Joseph
- Sault Ste. Marie

### Minnesota
- Grand Portage
- North West Company Post
- Fort Saint-Charles
- Fort Snelling

### Missouri
- Fort Carondelet
- Fort Osage

### Montana
- Saleesh House
- Fort Union - located partially in North Dakota

### Nebraska
- Fort Atkinson
- Cabanne's Trading Post, Territoire du Nebraska
- Fontenelle's Post, Territoire du Nebraska
- Fort Lisa, Territoire du Nebraska

### New York
- Fort Nassau, Nouvelle-Néerlande (present-day Albany)
- La Nouvelle-Amsterdam, Nouvelle-Néerlande
- Fort Orange, Nouvelle-Néerlande (present-day Albany)

### Oregon
- Fort Astoria
- Fort Umpqua, Oregon Country
- Fort William, Oregon Country

### Pennsylvanie
- Fort Duquesne
- Fort Le Boeuf

### Utah
- Fort Buenaventura
- Fort Robidoux, Haute-Californie

### Washington
- Fort Vancouver, Territoire de l'Oregon
- Fort Colville
- Fort Nez-Percés
- Fort Nisqually
- Fort Okanagan
- Spokane
- Spokane House

### Wyoming
- Fort Bonneville
- Fort Bridger, Territoire du Nebraska

## Source
- (en) Cet article est partiellement ou en totalité issu de l’article de Wikipédia en anglais intitulé « List of fur trading post and forts in North America » (voir la liste des auteurs).